# Anna Gual
Anna Gual (Villafranca del Panadés, Barcelona, 16 de abril del 1986) es una escritora española en lengua catalana.
Licenciada en Comunicación Audiovisual por la Universidad Pompeu Fabra y máster en Gestión Cultural por la Universidad de Barcelona.
Ha publicado diversos poemarios, entre los cuales destacan la trilogía Arrel Trinitat, formada por los libros Molsa, El Tubercle y Altres semideus, y Ameba, volumen con el cual consiguió el Premio Cadaqués a Rosa Leveroni. Con Les ocultacions, “un libro que recorre los lugares ocultos de la geografía personal de la autora e intenta poner luz a los misterios de la existencia”, ganó el Premio Miquel de Palol de poesía 2022.
Algunos de sus poemas forman parte de antologías publicadas en Inglaterra, Francia, Brasil, Croacia, Rusia, Eslovenia, Colombia y España.
A lo largo de su trayectoria ha participado en festivales literarios y seminarios de traducción poética en Italia, Croacia, Rusia, Francia, Eslovenia e Inglaterra.
En otras lenguas ha publicado Innombrable (Stendhal Books, 2020), una antología bilingüe de toda su obra poética traducida al castellano por Miriam Reyes. También ha publicado Implosions (Lanskine Éditions, 2021), la traducción al francés del libro homónimo hecha por François-Michel Durazzo.

## Poesía
- 2008: Implosions. Barcelona: LaBreu Edicions
- 2013: L'ésser solar. Palma: Lleonard Muntaner Editor
- 2015: Símbol 47. Barcelona: LaBreu Edicions
- 2016: Molsa. Santañí: AdiA Edicions
- 2016: El Tubercle. Valencia: Editorial 3i4
- 2019: Altres semideus. Barcelona: LaBreu Edicions
- 2020: Ameba. Girona: Llibres del Segle
- 2022: Les ocultacions. Barcelona: Proa

## Premios y reconocimientos
- 2012: Premio al mejor blog escrito en catalán por "No caic, em tiro"[5]
- 2013: Premio Pare Colom de poesía por L'ésser solar[6]
- 2016: Premio Bernat Vidal y Tomàs de poesía por Molsa[7]
- 2016: Premio Senyoriu de Ausiàs March por El Tubercle[8]
- 2019: Premi Cadaqués a Rosa Leveroni per Ameba[9]
- 2022: Premi Miquel de Palol per Les ocultacions[2]